# Supermat
| Supermat |
| --- |
| Blåbär nämns ofta som en sorts "supermat". - Betydelse – påstått extra hälsosamma livsmedel - Exempel – blåbär, chiafrön, gojibär, honung, lax, spirulina, vitlök - Olika ord – supermat, superlivsmedel, superfood |

Supermat eller superlivsmedel (av engelska: superfood) är ett begrepp inom marknadsföring kopplat till påstått extra hälsosam mat med högt näringsvärde. Begreppet kopplas gärna samman med ett starkt kulturhistoriskt värde och appliceras ofta på växter som fram till modern tid varit okända i Europa (I-ländernas matkultur) och därför kunnat marknadsföras som "ursprunglig" matkultur. Andra beteckningar för denna typ av mat är functional foods (funktionell föda) och mervärdeskost.
Ett exempel på supermat är chiafrön (frön från Salvia hispanica), vilka använts som baslivsmedel inom den mesoamerikanska världen i flera tusen år.

## Bakgrund och marknadsföring
Begreppen "supermat" och "superlivsmedel" kopplas ofta samman med växter och livsmedel som innehåller rikligt med naturliga vitaminer, mineraler och antioxidanter. Dessutom har begreppet ofta ett starkt kulturhistoriskt värde, i och med man ofta räknar in växter som någonstans i världens länge använts som (bas)föda. Vad som klassas som supermat beror dock mycket på marknadsföraren, och termen har kritiserats för sin vaga och svåravgränsade definition.
Termen superfood har blivit vanlig inom en mer hälsoinriktad trend inom den engelskspråkiga världen. Liknande termer inom samma hälsovåg från USA är rawfood (råkost) och smoothie. Engelskans superfood har från 00-talet ofta försvenskats till supermat eller superlivsmedel,  och den förstnämnda termen har spridits via flera böcker (inklusive Supermat).
Inom EU är det förbjudet att marknadsföra livsmedel utan godkända och exakta produktbeskrivningar på livsmedlets hälsoeffekter. Detta gör marknadsföringen av olika typer av supermat svår, då de i regel inte har en grundlig vetenskaplig forskning att stå på.
Supermat är alltid ett enskilt livsmedel som säljs i så naturlig form som möjligt och gärna certifierat som ekologiskt. Ett paket som innehåller superlivsmedel har ofta ingen produktbeskrivning, eftersom den inte innehåller andra livsmedel, tilläggsämnen eller E-koder.
Det sägs även att man kan känna igen ett superlivsmedel på grund av dess mörka eller starka (exempelvis hos frukter med hög halt av antioxidanter/fytokemikalier) färg, men undantag finns eftersom till exempel maca är ljust till färgen.
Vid användning av supermat uppmanar man att ta hänsyn till rekommenderade, måttliga mängder, som i regel får dess användare att må bättre. Man ska dock vara försiktig med att överskrida rekommenderade mängder, eftersom effekterna då kan bli de motsatta.

## Exempel

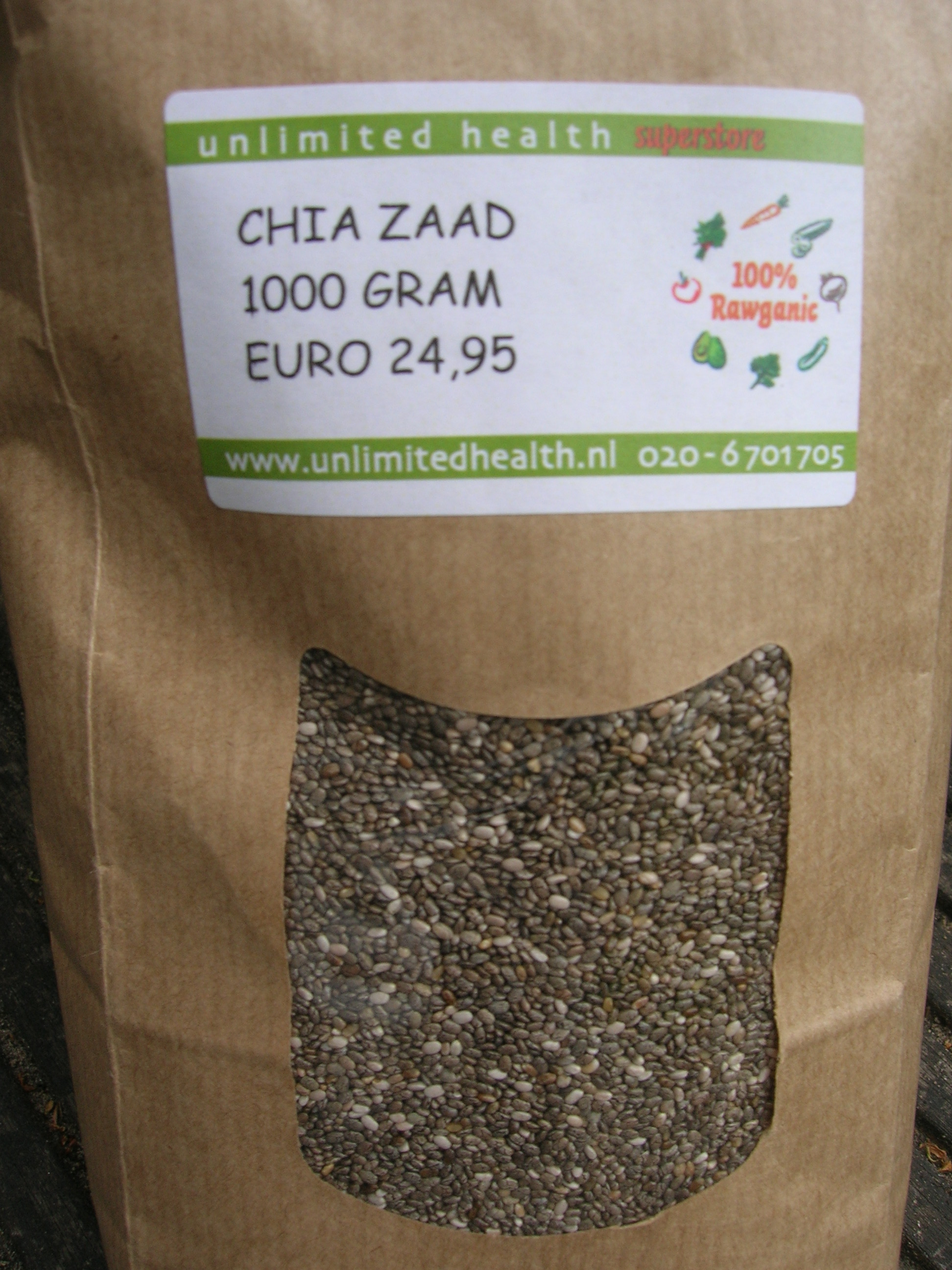
Fröna från mexikansk chiasalvia – "chiafröna" – marknadsförs flitigt som superlivsmedel.

Exempel på nordiska livsmedel som i olika sammanhang klassats som supermat är blåbär, lingon, tranbär, havtorn och nässlor. Andra kända livsmedel som uppmärksammats är bland annat maca, rå kakao, aloe vera, gojibär, vitlök, bipollen, hampafrön, kokos, honung, açaibär, nötter, spirulina och chiafrön. De flesta av den nämnda livsmedlen är vegetariska, men även lax nämns ibland på grund av dess höga halt av Omega-3-fettsyror.

## Kritik
Kritiken som riktats mot matvaror som klassats som supermat handlar framför allt om hur prisvärda de är. Det näringsrika superlivsmedel som hyllas mest är ofta väldigt dyrt i jämförelse med de ”vanliga” livsmedel som i princip bidrar till hälsan med samma nyttiga effekter.
Kostexperter är sällan oroliga över hur olika livsmedel – inklusive superlivsmedel – påverkar den enskilda personen. Catherine Collins på Saint George's Hospital i London hävdar att termen superlivsmedel i bästa fall är meningslös, men i värsta fall skadlig.